# Melchor Malo de Molina y Espínola
Melchor Malo de Molina y Espínola Villavicencio (m. Lima, 1752), II marqués de Monterrico. Fue un noble criollo, militar y funcionario colonial del Virreinato del Perú.

## Biografía
Hijo del maestre de campo Melchor Malo de Molina y Aliaga, I Marqués de Monterrico, y la dama cusqueña Mencía de Espínola Villavicencio Pardo de Figueroa. Desde muy joven se consagró a la milicia; y fue investido con el hábito de caballero de la Orden de Calatrava. Heredó los bienes y el título nobiliario paterno a partir del 18 de mayo de 1717. Como su padre, fue elegido Alcalde Ordinario (de segundo voto) de Lima en 1723. Desposó con Catalina Isidora de Carvajal-Vargas y a raíz de su matrimonio recayeron sobre él los títulos de IX Correo Mayor de las Indias y IV Conde de Castillejo.
En 1741, como coronel al mando de un regimiento de infantería se enfrentó a la Escuadra Inglesa que causó graves daños en el Virreinato del Perú: El corsario George Anson atravesó el Cabo de Hornos y sometió a sus depredaciones los pueblos de la costa, mientras se desplazaba hacia el norte el regimiento formado por Malo de Molina se dispuso a defender el litoral inmediato a la capital virreinal.
Como Brigadier mandó una División a Huarochiri para sofocar el levantamiento de los indígenas, quienes desesperados por los abusos del corregidor Villa de Moros, le habían asesinado de forma bárbara. Al mando de 400 hombres y estableciendo su cuartel general en Langa, el Marqués logró someterlos y pacificar el país a costa de esfuerzos y no poca efusión de sangre tanto en choque de armas como en castigos. Todo ello está reflejado en un largo poema épico compuesto en 1751 por Francisco del Castillo.
La Hacienda de Monterrico suministró materiales para el complejo religioso constituido por la Basílica y Convento de San Francisco de Lima. El Marqués falleció en 1752. Probablemente está enterrado en el interior de este complejo religioso, según su voluntad, en posición donde se pudiese ver el altar mayor, aunque es posible que en las catacumbas mezclado con el pueblo en señal de humildad, con la única prerrogativa del ventanuco que se abre al altar mayor.
| Predecesor: Pablo de Segura y Zárate | Alcalde ordinario de Lima Primer voto 1723 | Sucesor: Pedro de la Fuente y Rojas |